# Aurora Leigh
Aurora Leigh è un lungo poema in blank verse scritto da Elizabeth Barrett Browning.
Narra la storia del personaggio eponimo che, sempre in cerca della sua emancipazione, rifiuta di prendere marito per mantenere la propria libertà.
In quest'opera l'autrice si schierò a favore del diritto al voto per le donne, andando contro tutti i valori del periodo vittoriano.

## Versioni cinematografiche
Nel 1915 il regista Phillips Smalley produsse Aurora Leigh, un film in 5 rulli con lo stesso titolo del poema.